# Christoph Wilhelm Lüdeke
Christoph Wilhelm Lüdeke (* 3. März 1737 in Schönberg, Altmark; † 21. Juni 1805 in Stockholm) war ein deutscher lutherischer Theologe.

## Leben
Nach dem Studium an der Universität Halle war Lüdeke von 1759 bis 1768 evangelischer Prediger in Smyrna und wirkte anschließend an St. Katharinen in Magdeburg. Am 20. Dezember 1772 wurde er (nach Losentscheid) zum Hauptpastor (ersten Prediger) der deutschen St.-Gertrud-Gemeinde in Stockholm berufen und arbeitete dort bis zu seinem Tod. 1775 wurde er an der Universität Tübingen zum Dr. theol. promoviert. Sein Sohn Johan Anton August Lüdeke wurde 1817 ebenfalls Hauptpastor der St.-Gertrud-Gemeinde.

## Schriften (Auswahl)
- Glaubwürdige Nachrichten von dem Türkischen Reiche nach seiner neuesten Religions- und Staatsverfassung nebst der Beschreibung eines zu Smyrnen errichteten Evangelischen Kirchenwesens. Junius, Leipzig 1770; Teile 2 und 3 1778/1789.
- Beschreibung des türkischen Reiches nach seiner Religions- und Staatsverfassung in der letzten Hälfte des achtzehnten Jahrhunderts mit Kupfern. Junius, Leipzig 1771.
- Expositio brevis locorum Scr. S. ad Orientem sese referentium in quibus vel mentio expressa, vel allusio saltem ad Orientis naturam, usus, consuetudines etc. occurrit. Waisenhaus, Halle 1777.
- Kurze Erläuterung einiger Schriftstellen aus der Natur und den Sitten des Orients. Iversen, Lübeck 1778 (11282908 im VD 18.).

Als Herausgeber
- Allgemeines schwedisches Gelehrsamkeits-Archiv unter Gustafs des Dritten Regierung ... Leipzig 1781–1796.